# Lippo Alidosi
Lippo Alidosi fou fill de Roberto Alidosi. Fou senyor i vicari pontifici d'Imola del 1391 al 1396 conjuntament amb el seu nebot Ludovico Alidosi. Posseïa en comú Castel del Rio, Monte del Fine e Castiglione des del 1366. Va morir el 1396.